# فضل بن علي محسن
فضل بن علي محسن العبدلي هو سلطان سلطنة لحج، تولى الحكم فيها على فترتين. بدأت فترة حكمه الأولى في عام 1862 عندما كان يبلغ من العمر عشرين عاماً، وانتهت بعد عام واحد عندما تخلى عن الحكم لعمه فضل محسن فضل إثر خلاف عائلي بين عمومه. وبعد وفاة عمه فضل محسن فضل، تولى هو سدة الحكم، ولم ينازعه في الحكم هذه أحد من عائلته، فقد كان عمه عبد الله محسن مبعداً مع شقيقه عبد الكريم محسن. بينما عمه الآخر محمد محسن فقد كان من أشد مؤيديه وبقي ناصحاً له بعد توليه الحكم.
فضل بن علي محسن هو والد الشاعر والمؤرخ والكاتب والملحن والقائد العسكري أحمد فضل القمندان.

## الأحداث في فترة حكمه
وفي عهده وقعت اتفاقية قام برعايتها البريطانيون تنهي الخلاف بين العبادل والحواشب. واتفاقية أخرى مثله فيها عمه محمد محسن يبيع فيها منطقة الشيخ عثمان للبريطانيين في عدن بمبلغ 25000 ريال و1500 تدفعها بريطانيا سنوياً، ولم يقبل فضل بالاتفاقية التي عقدها عمه، إلا أنه وقع عليها بعد وفاته. وعقد عمه اتفاقية أخرى بموجبها تُضم بلاد الصبيحة إلى السلطنة، واستاء فضل من تسرع عمه في اتخاذ القرارات إلا أنه وافق عليها. في شهر ذي الحجة من العام 1298 (1881) توفي عمه محمد محسن، ووافق السلطان بعد وفاته على بيع الشيخ عثمان والمملاح بالإضافة إلى مناطق مجاورة.
بعد دخول عدد من الأسلحة عبر الساحل، ثارت قبائل الصبيحة على حاميات وأفراد الجيش العبدلي، وحاول السلطان أن يخضعها لسيطرته، إلا أنَّه وبعد أن خرجت الصبيحة من منطقته بطلت الاتفاقية التي عقدها عمه. وأيضاً بسبب الأسلحة المسربة، نشبت حرباً بين العبادل سلاطين لحج والعقارب في منطقة بير أحمد. وتمرد أيضاً عدد من قبائل الحواشب، ونشبت حرب بينهم وبين الجيش النظامي للسلطنة المدعوم من قبل بريطانيا، ولما استسلم الحواشب وسلم سلطناهم نفسه إلى فضل بن علي محسن، أعاده إلى سلطنته ونصبه سلطاناً على الحواشب ليتخلص بذلك من مسؤوليتهم. وبعد هذا بثلاث سنين توفي السلطان فضل بن علي محسن.